# 真柱
真柱（しんばしら）は、天理教における役職名のひとつ。天理教の代表を意味する。

## 概要
真柱は「教祖の血統者の系譜に基づき、本部員会議において推戴する」ことになっており、立教以来現在にいたるまでその役目は教祖である中山みきの子孫が代々世襲している。
真柱は天理教の代表者として教務を総覧し、天理教の信仰の中心として、教義や祭儀の裁定を行い、祭儀を執り行う。教祖殿において、存命の教祖の命をうけ、親神の「よふぼく」（布教者）となる信者に「さづけの理」を行うことは真柱の専掌事項となっている。
第二次世界大戦が終結した1945年（昭和20年）ごろまでは、「真柱」よりも明治政府の宗教法規上の呼称である「管長」や「本部長」、「教長」が一般的であった。「管長」は天理教はあくまでも社会的な呼称であり教理に基づくものではないとしている。1946年（昭和21年）3月制定の『天理教教規』にて「天理教の教統は真柱に在り、真柱は教祖の血統を承継する中山家の男戸主之に当る、真柱は管長とも称す」と書かれている。

## 歴代真柱
| 代   | 氏名       | 就任年 | 退任年 |
| ---- | ---------- | ------ | ------ |
| 初代 | 中山眞之亮 | 1881年 | 1914年 |
| 2    | 中山正善   | 1915年 | 1967年 |
| 3    | 中山善衞   | 1967年 | 1998年 |
| 4    | 中山善司   | 1998年 | 現在   |